# Charlotta Louisa Henriëtta Neyts

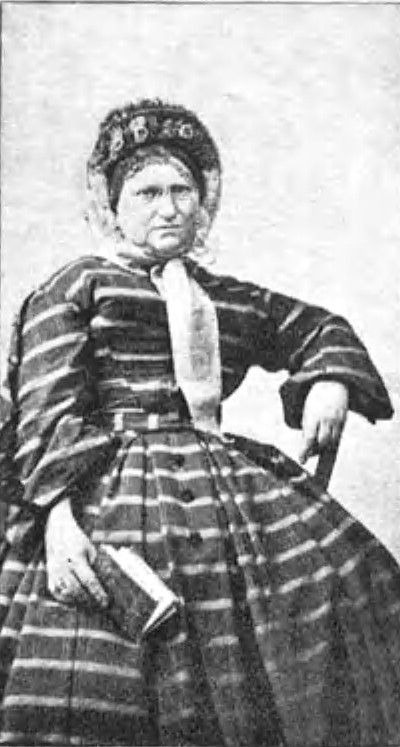
Charlotta Louisa Henriëtta Neyts

Charlotta Louisa Henriëtta Neyts (getauft 12. Juni 1808 in Amsterdam; gestorben 23. März 1883 in Den Haag) war eine niederländische Schauspielerin und Sängerin.

## Leben
Charlotta Louisa Henriëtta Neyts wurde am 12. Juni 1808 in Amsterdam getauft. Sie war die Tochter des Sängers und Schauspielers Johannes Baptista Neyts (1767/68–1825) und der Schauspielerin Johanna Elisabeth Arondeus (1775–1822). Sie hatte noch vier weitere Geschwister. Ihr Vater stammte aus der flämischen Theaterfamilie Neyts und arbeitete seit 1791 an der Stadsschouwburg Amsterdam.
Charlotta Neyts debütierte an der Stadsschouwburg 1811, da war sie fünf Jahre alt. Sie spielte Kinderrollen bei verschiedenen Wandertheatergruppen, darunter die von Ward Bingley. Sie heiratete am 17. Oktober 1827 in Amsterdam Bühnenschauspieler Johannis Iburg (1803–1845?). Aus dieser Ehe ging mindestens ein Sohn hervor. Nach der Heirat trat sie unter dem Namen Iburg-Neyts auf. Wie ihr Vater und ihr Großvater besaß sie eine melodische Stimme und zeichnete sich als Sängerin aus. 1837 wurde sie von der Koninklijke Schouwburg in Den Haag engagiert. 1838 spielte sie die Rolle der niederländischen Jungfrau in „Nederlandse maagd“, das am 28. August anlässlich des Geburtstags des Königs aufgeführt wurde. 1839 wurde ihr Sohn Jacob Karel in Zutphen geboren, wahrscheinlich während einer Tournee.
An der Koninklijke Schouwburg hatte sie eine lang andauernde Bühnenkarriere, die parallel zu der von Wilhelmina Gerretje Sablairolles verlief. Sie arbeitete dabei unter verschiedenen Leitungen. Iburg-Neyts spielte unter anderem die Rolle des Pieternel in „Die Hochzeit von Kloris und Roosje“ und der Hulda im Gesangsstück „Het Vrouwtje van de Donau“. Sie wurde recht differenziert aufgenommen. Ihr Aussehen wurde kritisiert, dafür jedoch ihre Stimme sehr gelobt. 1848 wurde über sie geschrieben: „Mit ihren großen Theaterkenntnissen verbindet sie eine sehr natürliche Sprechweise. Darin übertrifft sie vielleicht das gesamte Personal, das normalerweise so spricht, wie es im Druck steht“. In späteren Jahren trat sie als „mère noble“ und „Anstandsdame“ auf und spielte unter anderem die Viscountess de Vernières im Stück „Pariser Sitten“.
Mit der Feier ihres sechzigjährigen Jubiläums als „Priesterin der Kunst“ am 5. Mai 1876 verabschiedete sich Charlotta Neyts von der Bühne. Theaterfreunde schenkten ihr einen Voltaire-Stuhl zum Ausruhen und sie erhielt eine Rente von zehn Gulden pro Woche. Von ihren Kollegen bekam sie eine Goldkette. Charlotta Neyts starb am 21. März 1883 in Den Haag im Alter von 76 Jahren.